# Театр народного танцю «Заповіт»
Театр народного танцю «Заповіт» було створено у 1990 році на базі відділення народної хореографії Харківської державної академії культури народним артистом України, лауреатом міжнародних конкурсів, професором Б. М. Колногузенком.

## Репертуар
Назва «Заповіт» виникла не випадково, це ставлення засновника колективу та його учасників до фольклорної, зокрема танцювальної спадщини українського народу. Програма театру народного танцю «Заповіт» складається із понад тридцяти хореографічних творів, які відображають життя українського народу, традиції, обряди, звичаї, свята різних регіонів України. Є в репертуарі театру програми (спектаклі), в яких хореографічні твори на основі українського фольклору поєднані з творами народної хореографії інших народів світу. Це хореографічні композиції та сюїти: «Вітає Заповіт», «Вишиванка», «Слобожанське весілля» ― хореографічні композиції; «Незвичайні заручини» — хореографічна сюїта за народними обрядами Слобожанщини,  «Закликання весни» — українська вокально-хореографічна композиція, «Український святковий» — гопак-сюїта, «Весна в Карпатах» — хореографічна сюїта Карпатського краю, «На галявині» ― гуцульський танець, «Брати» ― український козацький танець, «Біля корчми» — танець угорців Закарпаття, «Весняночка» ― хореографічна мініатюра, «Парубоцькі жарти» ― жартівлива танцювальна картина, «Джиновсько» ― болгарський танець; «Вийду на вулицю», «Гості степу». Танці у виставах — «Бременські музиканти», «Весілля в Малинівці», «Енеїда», «Ой, не ходи, Грицю...», «Серце балтійця», «Сорочинський ярмарок»,  «Циганка Аза».

## Артисти колективу
53 артисти театру народного танцю «Заповіт»― студенти кафедри народної хореографії ХДАК виступають на різних концертних майданчиках України, Європи, Азії, США, стали лауреатами міжнародних конкурсів і фестивалів, 14 — дипломантами. Серед них: заслужений працівник культури України, доцент Каріна Островська, заслужена артистка Автономної республіки Крим Ольга Бухтіярова, лауреат міжнародного конкурсу танцю в Росії Олександра Ткаченко, лауреат міжнародного фестивалю-конкурсу «Танці над Ельбрусом» в Кабардино-Балкарії (Росія) Вадим Єсауленко, лауреат міжнародного фестивалю танцю в Португалії Павло Задоя, лауреат всеукраїнських конкурсів балетмейстерів Олександр Цомая, лауреат міжнародного конкурсу танців народів світу «Веселкова Терпсихора» Ірина Косарева, лауреат міжнародного конкурсу «Веселкова Терпсихора» та міжнародного конкурсу професійних виконавців народного танцю «Лидер года» В. Василенко, лауреати міжнародного конкурсу професійних виконавців народного танцю «Лидер года» О. Лисовська, М. Холодна, лауреат міжнародних конкурсів Анастасія Іванова (Кравчук), лауреат міжнародного та всеукраїнських конкурсів Артем Мороховець, лауреати міжнародного конкурсу хореографічного мистецтва імені Гамер Амасзаде Олена Польова та Владислав Андрієнко, лауреат багатьох усеукраїнських конкурсів Ігор Руденко.
Художній керівник театру народного танцю «Заповіт» ― Борис Миколайович Колногузенко. Балетмейстер-репетитор ― завідувач кафедри народної хореографії Харківської державної академії культури Каріна Володимирівна Островська. Музичний керівник ― лауреат всеукраїнських конкурсів Володимир Пилипович Лісневський.

## Творча діяльність та нагороди

### 1990-1999 роки

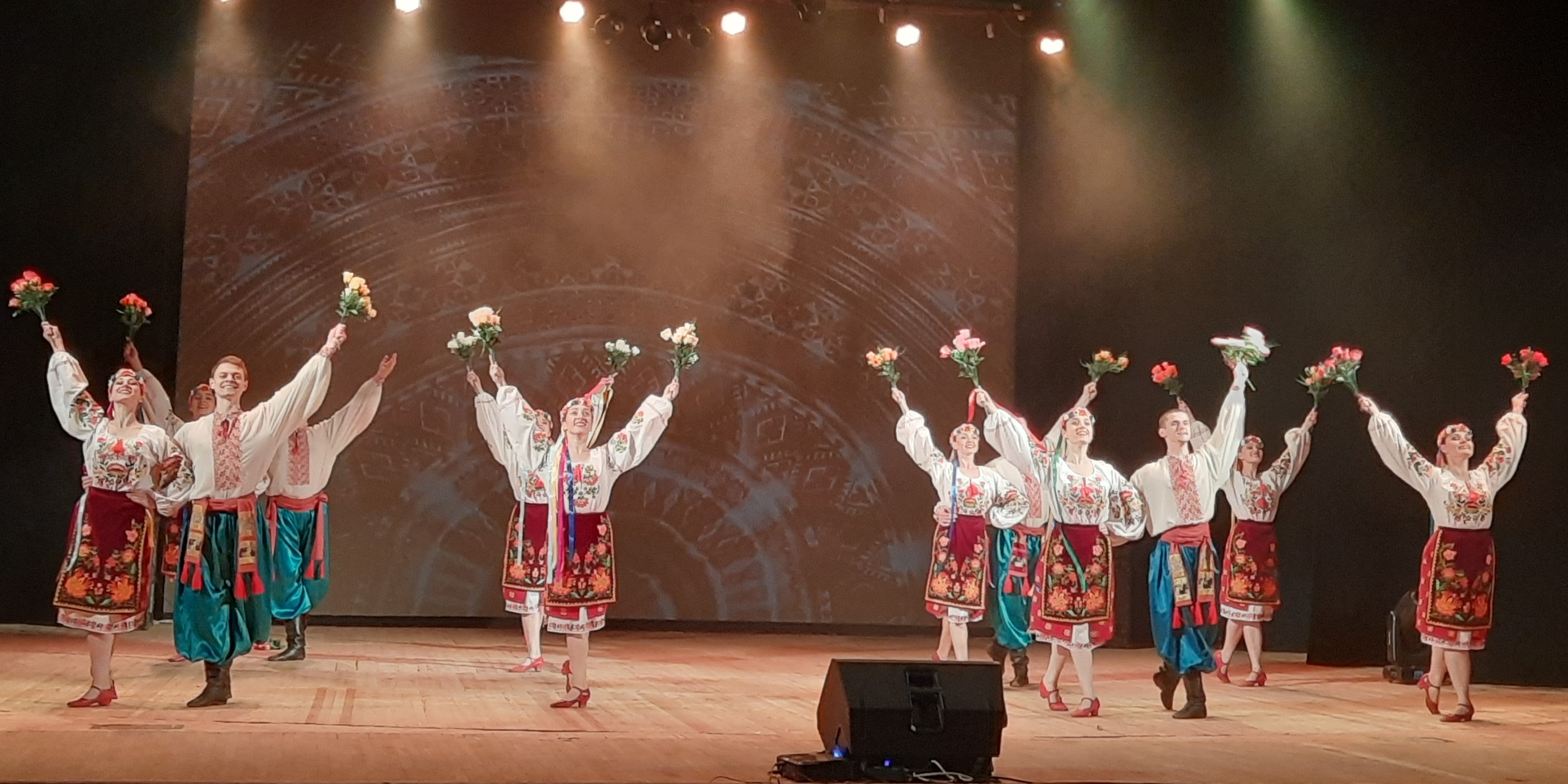
Театр народного танцю «Заповіт»

У 1990 році артисти театру представили танцювальне мистецтво України у США (Нью-Йорк, Вашингтон, Цинциннаті). Цього ж року артисти «Заповіту» брали участь у всеукраїнському конкурсі артистів естради (м. Ужгород). Першокурсниця Олександра Ткаченко стала призером конкурсу.
Виступали у Гала-концерті молодих виконавців та колективів України в Національному Палаці мистецтв «Україна» у Києві (1991).
У 1992 році театр «Заповіт» представив мистецтво України на міжнародному конкурсі народного танцю у Росії (м. Красноярськ). Колектив отримав «Гран-прі». Крім того, лауреатами стали: керівник за кращу балетмейстерську роботу (хореографічна композиція за мотивами народних обрядів Слобожанщини «Незвичайні заручини») та солістка театру О. Ткаченко як краща танцівниця конкурсу. Театр народного танцю «Заповіт» брав участь у Всеукраїнському конкурсі народної хореографії (м. Рівне), де отримав головний приз Республіканського Будинку художньої самодіяльності — «Кришталевий тризуб». Виступали на концерті лауреатів міжнародних конкурсів, який відбувався на сцені Державного академічного музично-драматичного театру ім. І. Франка у Києві (1992).
У 1993 році колектив демонстрував своє мистецтво в Бельгії, Німеччині та Польщі. На міжнародному фестивалі-конкурсі фольклорного танцю в бельгійському місті Голайн за створення кращої програми «Заповіт» отримав «Гран-прі».
У 1994 році «Заповіт» взяв участь у всеукраїнському конкурсі фольклорних танців у Севастополі, де колектив та його керівник отримали диплом лауреатів І ступеня. У цьому ж році артисти виступили на міжнародному фестивалі народного танцю «Зорі Владикавказа» (Північна Осетія, Росія) та на міжнародному фестивалі-конкурсі «Танці над Ельбрусом» (Кабардино-Балкарія, Нальчик, Росія). Колектив став лауреатом II ступеня, також отримали звання лауреатів керівник театру та семеро виконавців чоловічої групи. Восени театр «Заповіт» здобув «Гран-прі» та звання лауреата на міжнародному фестивалі-конкурсі народного танцю «Арт-сесія» у Гомелі (Білорусь).
У 1995 році колектив брав участь у концерті кращих ансамблів танцю України на сцені Національної опери України ім. Т. Шевченка у м. Київ з нагоди 100-ї річниці з дня народження видатного українського режисера та балетмейстера Василя Авраменка. Театр «Заповіт» представив хореографічне мистецтво України на Міжнародному фестивалі народного танцю, ініційованому й організованому ЮНЕСКО (м. Калінінград, Росія). Учасниками фестивалю стали 62 ансамблі з різних країн світу. Право участі у фінальному гала-концерті отримали п’ять найкращих ансамблів, серед них і «Заповіт». Артисти «Заповіту» виступили і на сцені Львівського театру опери та балету ім. І. Франка. Концерт проходив у рамках Днів культури Харківщини на Львівщині.
У 1996 році у Харкові відбувся міжнародний фольклорний фестиваль «Покуть», де театр отримав звання лауреата. «Заповіт» брав участь у міжнародному фестивалі фольклорного танцю у польському місті Познань. Колектив і керівник отримали звання лауреатів І ступеня. Крім того, артисти колективу виступили на сценах Іспанії та Португалії під час проведення в цих країнах міжнародних фестивалів та конкурсів танцю: на міжнародному конкурсі танцю «Фольк дель Мундо» у м. Хаен (Іспанія, Андалусія) «Заповіт» здобув звання лауреата ІІ ступеню та отримав головний приз Іспанської Асоціації танцю «Лола Торес»; у португальських містах Лісабоні, Санта Марія де Фейра та інших колектив нагороджено багатьма медалями та призами фестивалів, мерій і урядів провінцій.
У 1997 році театр здійснив творчу поїздку до польського міста Болеславець. Взяв участь у концертах на честь Національного свята Франції «День взяття Бастилії» у м. Париж. У програму «Заповіту» під назвою «Україно моя, Україно!» для паризького глядача ввійшли хореографічні композиції, що відображають традиційне та сценічне танцювальне мистецтво різних регіонів України. Артисти колективу демонстрували своє мистецтво декілька днів у різних місцях Парижу: на площах Бастилії і Трокадеро, біля Національного Центру мистецтва та культури. Мерія міста нагородила керівника колективу та артистів пам'ятними медалями Парижа. Наприкінці року «Заповіт» взяв участь у міжнародному фестивалі слов'янської культури «Хотмижська осінь — 1997» (Росія, м. Хотмижськ).
У 1998 році «Заповіт» отримав звання лауреата II міжнародного фестивалю фольклору «Покуть» у Харкові. Крім того, артисти театру виступили із сольним концертом у м. Київ на сцені Палацу мистецтв «Український Дім» на запрошення Національної філармонії України, взяли участь у благодійних концертах в Угорщині (Будапешт), Австрії (Відень), Німеччині (Баден-Баден, Люнебург), Франції (Париж), Іспанії (Мадрид), Португалії (Лісабон). Колектив театру брав участь у міжнародному фестивалі-конкурсі народного танцю в іспанському місті Барселона. Б. М. Колногузенко отримав приз «Золотий клинок Іспанії» за кращу хореографію. «Заповіт» демонстрував своє мистецтво на міжнародних фестивалях у португальських містах Сернаше-ду-Бонжардін Б. М. Колногузенку вручили золоту медаль за кращу хореографію. А в місті Бара-Шея театр, керівник та кілька виконавців здобули звання лауреатів. На міжнародних фестивалях танцю в Іспанії (провінція Галісія) у містах Вівейро, Оренсе і Ла Корунья артисти «Заповіту» отримали вищі нагороди.
У 1999 році колектив готувався до участі у творчому звіті провідних мистецьких колективів і виконавців Харківщини у Києві на сцені Національного Палацу мистецтв «Україна». Влітку артисти театру брали участь у міжнародних фестивалях танцю у Болгарії. Адміністрація міста Дулово присвоїла Б. М. Колногузенку титул Почесного громадянина . Восени в Україні відбувся світовий фестиваль мистецтв "Екофольк - 99", де переможцями стали колектив театру, його керівник та провідні виконавці, зокрема Павло Акулов, Ірина Косарева та Ганна Онішко.

### 2000-2009 роки
У м. Керч (2000) відбувся всеукраїнський фестиваль-конкурс хореографічного мистецтва «Танцюючий бриз». Члени журі нагородили харків'ян спеціальним дипломом «Найвищого ступеня». Відбулися сольні концерти театру танцю у Херсоні та Полтаві.
У 2001 році колектив демонстрував своє мистецтво у творчому звіті Харківщини «Симфонія землі Слобожанської» у м. Київ. Представив українське танцювальне мистецтво на міжнародних фестивалях танцю: в Польщі ― м. Вроцлав, Німеччині ― м. Штутгарт, Франції ― м. Ліон, Іспанії ― міста Барселона, Жирона, Португалії — міста Порту, Віла Нова де Гая, Італії — м. Венеція. На міжнародному фестивалі танцю у м. Віла Нова де Гая проводився конкурс на кращу балетмейстерську роботу. «Гран-прі» цього конкурсу за свої хореографічні твори отримав керівник «Заповіту» Б. М. Колногузенко.
У 2002 році колектив театру народного танцю «Заповіт» представив глядачам Харкова та інших міст України нову концертну програму «Ми діти твої, Україно». Наприкінці року артисти театру завоювали перемогу у I турі всеукраїнського конкурсу народної хореографії, присвяченого 100-річчю з дня народження Павла Вірського.
У 2003 році творче життя «Заповіту» розпочалося з участі у II Харківському фестивалі російської народної творчості «Талиця», присвяченого року Російської Федерації в Україні. У квітні цього ж року у Києві колектив театру танцю став переможцем у міжнародному конкурсі танцю народів світу «Веселкова Терпсихора». У вересні колектив «Заповіту» представив народне мистецтво України на міжнародному фестивалі слов'янської культури «Хотмижська осінь» у Росії. Того ж року колектив здобув перемогу у I всеукраїнському фестивалі-конкурсі народної хореографії ім. П. Вірського. Артисти театру посіли перші місця у двох номінаціях: «малі танцювальні форми» та «ансамблі» (дует солістів у складі Світлани Двояшкіної та Олександра Авдєєва). У програму Гала-концерту професійних ансамблів танцю України режисери взяли тільки один аматорський колектив — харківський «Заповіт».
У 2004 році «Заповіт» удруге виступав на Міжнародному конкурсі «Веселкова Терпсихора», де брав участь не тільки в основній (ансамблевій) номінації, а й у номінації «Малі хореографічні твори». Увесь склад отримав гран-прі конкурсу, а в малих формах колектив посів І та ІІ місця.
У 2006 році «Заповіт» знову демонстрував своє мистецтво на Міжнародному конкурсі танцю народів світу «Веселкова Терпсихора» ( Київ) та отримав «Гран-прі». А в номінації «Малі форми» дует солістів театру Ірина Косарєва та Володимир Василенко здобув перше місце.
У вересні 2007 року артисти театру виступили на традиційному фестивалі слов'янської культури «Хотмижська осінь — 2007», а вже у листопаді взяли участь у міжнародному конкурсі професійних виконавців народного танцю «Лидер года» (Росія, м. Москва). Солісти «Заповіту» Олена Лісовська та Володимир Василенко посіли 3 місце в номінації «Парний танець», Марія Холодна ― 2 місце в номінації «Жіночий сольний танець». Наприкінці року колектив здобув перше місце на третьому фінальному турі ІІ Всеукраїнського фестивалю-конкурсу народної хореографії ім. П. Вірського. У цьому ж році «Заповіт» отримав Диплом українського козацтва за перемоги на міжнародних та всеукраїнських конкурсах народної хореографії.
У 2008 році артисти театру танцю «Заповіт» демонстрували національне хореографічне мистецтво під час Днів культури України у Франції (м. Париж, Лілль, Трелен). В червні театр «Заповіт» виступав у культурній програмі Саміту європейських країн з питань розвитку туризму (Чехія, м. Прага, Брно). Керівник театру та колектив відзначені Почесною грамотою Харківської міської ради. У серпні «Заповіт» в межах урядової програми Іспанії по розвитку фольклорного танцю виступив у 20 містах цієї країни та отримав перемогу на Міжнародному конкурсному фестивалі «Фольклорне літо Іспанії». У листопаді «Заповіт» переміг на І Всеукраїнському конкурсі народної хореографії ім. Героя України Мирослава Вантуха та отримав запрошення взяти участь у програмі «Інтеграція культур європейських країн».
У 2009 році «Заповіт» презентував танцювальне мистецтво України в словацькому місті Перешові, австрійській столиці — Відні, італійських містах Венеція, Кассіно, Атіна. Влітку — 8 студентів театру народного танцю «Заповіт» стали лауреатами ІІІ Міжнародного фестивалю — конкурсу хореографічної майстерності «Одеські перлинки — 2009» у м. Одеса. Восени «Заповіт» брав участь у творчому звіті Харківщини у м. Київ (палац «Україна»).

### 2010-2019 роки
У 2010 році артисти театру виступали у Празі, Амстердамі, Брюселі, Берліні, Кракові в межах міжнародної програми «Інтеграція європейських країн». У квітні відбувся ювілейний концерт, присвячений 20-річчю колективу (Харків, ХАТОБ). Влітку «Заповіт» взяв участь у концерті, присвяченому ювілею Одеської хореографічної школи (м. Одеса), а також у Міжнародному фольклорному фестивалі танцю «Пловдів–2010» (Болгарія). В серпні дві солістки театру стали лауреатами Міжнародного конкурсу танцю «Зелен світ» (А. Бондаренко, К. Пилипенко). У вересні театр народного танцю «Заповіт» брав участь у творчих заходах, присвячених 245-річчю Харківської області, а також у етнічно-мистецькому фестивалі «Печенізьке поле». 23 жовтня на сцені Харківського академічного театру музичної комедії відбувся Гала-концерт «Свято танцю», в якому взяли участь артисти театру народного танцю «Заповіт» та балетна група Харківського академічного театру музичної комедії. У грудні танцюристи презентували своє мистецтво у м. Севастополь (сольний концерт в театрі ім. Луначарського).
У 2011 році театр народного танцю «Заповіт» отримав Гран-Прі ІІІ Всеукраїнського фестивалю-конкурсу народної хореографії ім. П. Вірського у Києві. Крім того, колектив здійснив творчу поїздку до Франції (м. Лілль) по запрошенню мерії міста.
2012 рік став пам'ятним завдяки участі артистів колективу у культурній програмі чемпіонату з футболу «EURO ― 2012», а також участі у Міжнародному фестивалі-конкурсі «Одеські перлинки» (м. Одеса), де здобув перемогу.
У 2013 році відбувся сольний концерт, присвячений 100-річчю Національної музичної академії ім. П. І. Чайковського (22 березня, м. Київ). У фіналі концерту голова Національної хореографічної спілки України Мирослав Вантух вручив колективу театру медаль Павла Вірського. «Заповіт» брав участь у Міжнародному фольклорному фестивалі у Туреччині (м. Едірне).
У 2014 році колектив виступав на міжнародному фольклорному фестивалі у Чехії (м. Прага) та у Гала-концерті майстрів мистецтв В'єтнаму (Ханой). Наприкінці року солістка театру та викладач кафедри народної хореографії Ірина Пісклова (Мостова) посіла І місце в номінації «Малі форми» на ІV Всеукраїнському фестивалі-конкурсі народної хореографії ім. П. Вірського, а колектив брав участь як почесний гість.
У 2015 році великим святковим концертом театр народного танцю «Заповіт» відзначив 25-ти річний ювілей та 50-ти річчя творчої діяльності його художнього керівника та головного балетмейстера Б. М. Колногузенка. У цьому ж році в Ужгороді, де відбулося вручення танцювальних премій, Б. М. Колногузенка було визнано кращім балетмейстером України та вручена премія в номінації «Хореограф року».
У квітні 2017 року артисти театру взяли участь у міжнародному фестивалі танцю у Македонії, м. Охрид. У жовтні колектив презентував своє мистецтво на I всеукраїнському фестивалі-конкурсі хореографічного мистецтва «Осінній танець у Львові» та IV благодійному мистецькому проєкті «Молодь за єдину Україну», м. Івано-Франківськ. У листопаді «Заповіт» здобув перемогу у XIV всеукраїнському відкритому фестивалі-конкурсі «Танцююча осінь» у м. Кривий Ріг. Два дипломи лауреатів I ступеня в номінації «Сольний танець» отримали Ігор Руденко і Марина Виноградова. Театр народного танцю «Заповіт» знову став лауреатом I ступеня на V всеукраїнському конкурсі народної хореографії імені П. Вірського.
У березні 2018 колектив здобув перемогу у XVII всеукраїнському відкритому фестивалі-конкурсі хореографічного мистецтва «Білий лелека» (диплом лауреата I ступеня в номінації «Народна хореографія») у м. Дніпро. Артисти театру виступали на міжнародному фестивалі танцювального та вокального мистецтва «Ханіоті» у Греції. У вересні солісти театру Ганна Матвєєва та Руслана Голубцова отримали Гран-Прі міжнародного фестивалю-конкурсу «Золотое Руно» у Грузії. Солісти «Заповіту» здобули перемогу у конкурсі народної хореографії на IV Міжнародній хореографічній асамблеї ім. Н. Скорульської (Житомир).
У Національній опері України 18 січня 2019 року відбулося Велике хореографічне свято «Танець як доля» присвячене 80 – річчю з Дня народження Мирослава Вантуха, в якому взяли участь артисти колективу.  Театр «Заповіт» виступав на святкових концертах з нагоди 100-річчя Злуки Українських Земель; брав участь у театралізовано-концертному дійстві «Моя Соборна Україна знову зустрічає день новий» (м. Івано-Франківськ). Солісти «Заповіту» Оксана Цомая і Андрій Попов стали переможцями у номінації «Малі форми» Міжнародного фестивалю-конкурсу з народної хореографії «Веселкова Терпсихора» (м. Київ). Театр танцю «Заповіт» став лауреатом II ступеня на XIV Міжнародному фестивалі-конкурсі хореографічного мистецтва «Les Etoiles de Paris – 2019» (м. Париж) у номінації «Народно-сценічний танець». Крім того, артисти колективу демонстрували національне хореографічне мистецтво у XIX Міжнародному фольклорному фестивалі «International Grand Prize of the Folklore» та виступили в багатьох містах італійського Середземномор’я.

### 2020-нині

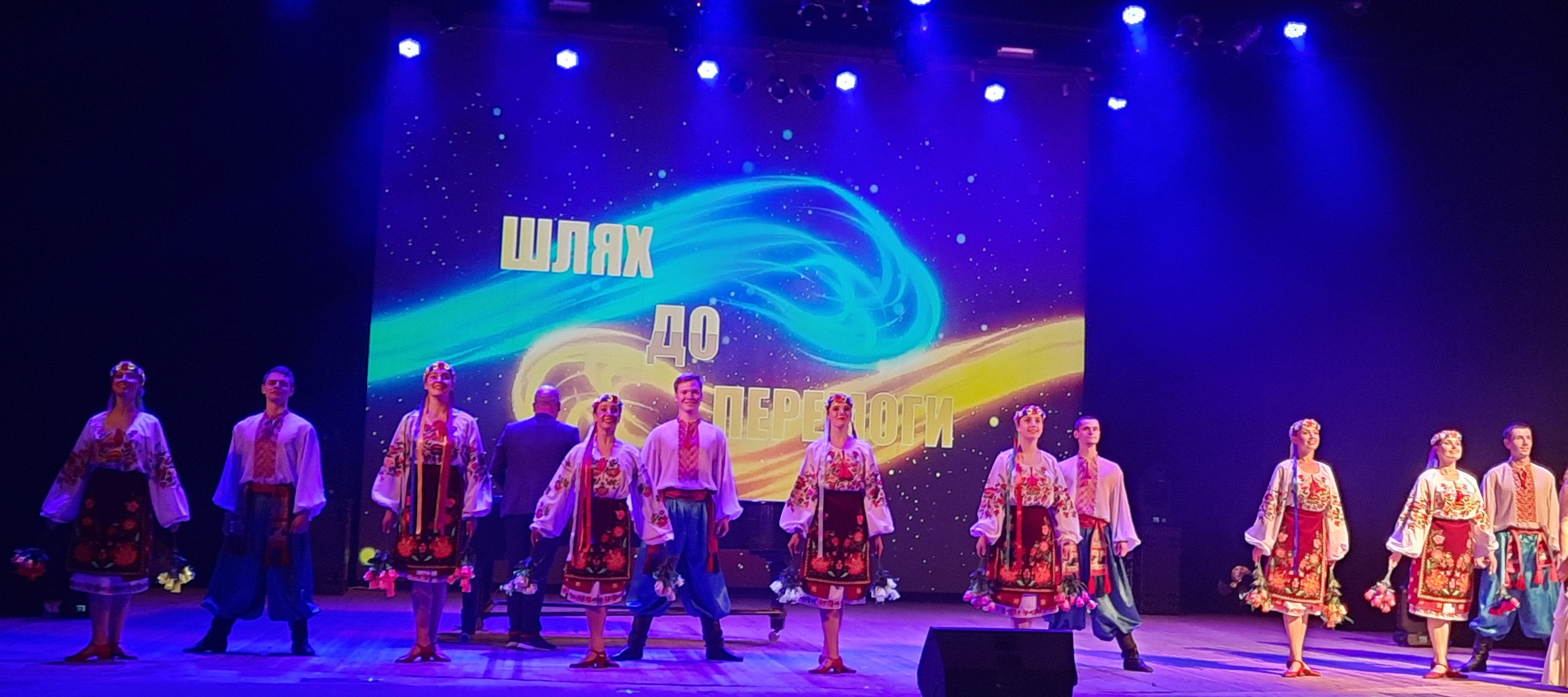
На благодійному концерті «Разом переможемо!» м. Харків, 7 червня 2023 року.

У 2021 році артисти театру виступили на Всеукраїнському фестивалі народного танцю «Ятра́нське коло» у Кропивницькому. У жовтні брали участь у концерті-фестивалі на сцені великої зали Харківської обласної філармонії, який був присвячений пам’яті провідного соліста НАНТ “Буревісник” Михайла Нестеренка.
7 червня 2023 року «Заповіт» брав участь у благодійному концерті на підтримку військових ХДАК АРТПРОЄКТ «Разом переможемо». В.о. ректора Харківської державної академії культури докторка мистецтвознавства, доцентка Наталія Рябуха — авторка ідеї та художня керівниця концерту.
Солісти театру народного танцю «Заповіт» Анна Сівілірова та Андрій Попов стали лауреатами 1-го ступеня у номінації «Малі танцювальні форми» на Міжнародному конкурсі-фестивалі мистецтв «Коло друзів» (23-27 березня 2023).
Дівоча група театру народного танцю «Заповіт» посіла перше місце на XXII Міжнародному фестивалі-конкурсі хореографічного мистецтва «Арабески Естонії» (28-29 жовтня 2023р., м. Таллінн, Естонія).
Театр народного танцю «Заповіт» бере участь у різних творчих заходах та мистецько-просвітницьких проєктах: День Незалежності України, День захисника України, День міста Харкова, «Свято української вишиванки», «Вища школа Харківщини. Кращі імена», концерти для ветеранів Другої світової війни, «Студентська весна» та інші.
Харківський театр народного танцю «Заповіт» нагороджено орденами «За розбудову України» (2010), «Слобожанська слава» та вищою відзнакою України в хореографічному мистецтві — «Медаллю Павла Вірського».

## Музей
У ХДАК факультетом Хореографічного мистецтва створено Музей Театру народного танцю «Заповіт». Він зберігає нагороди колективу — почесні відзнаки, дипломи, медалі, кубки, фото, пам'ятні сувеніри з різних країн світу, афіші виступів та інше.

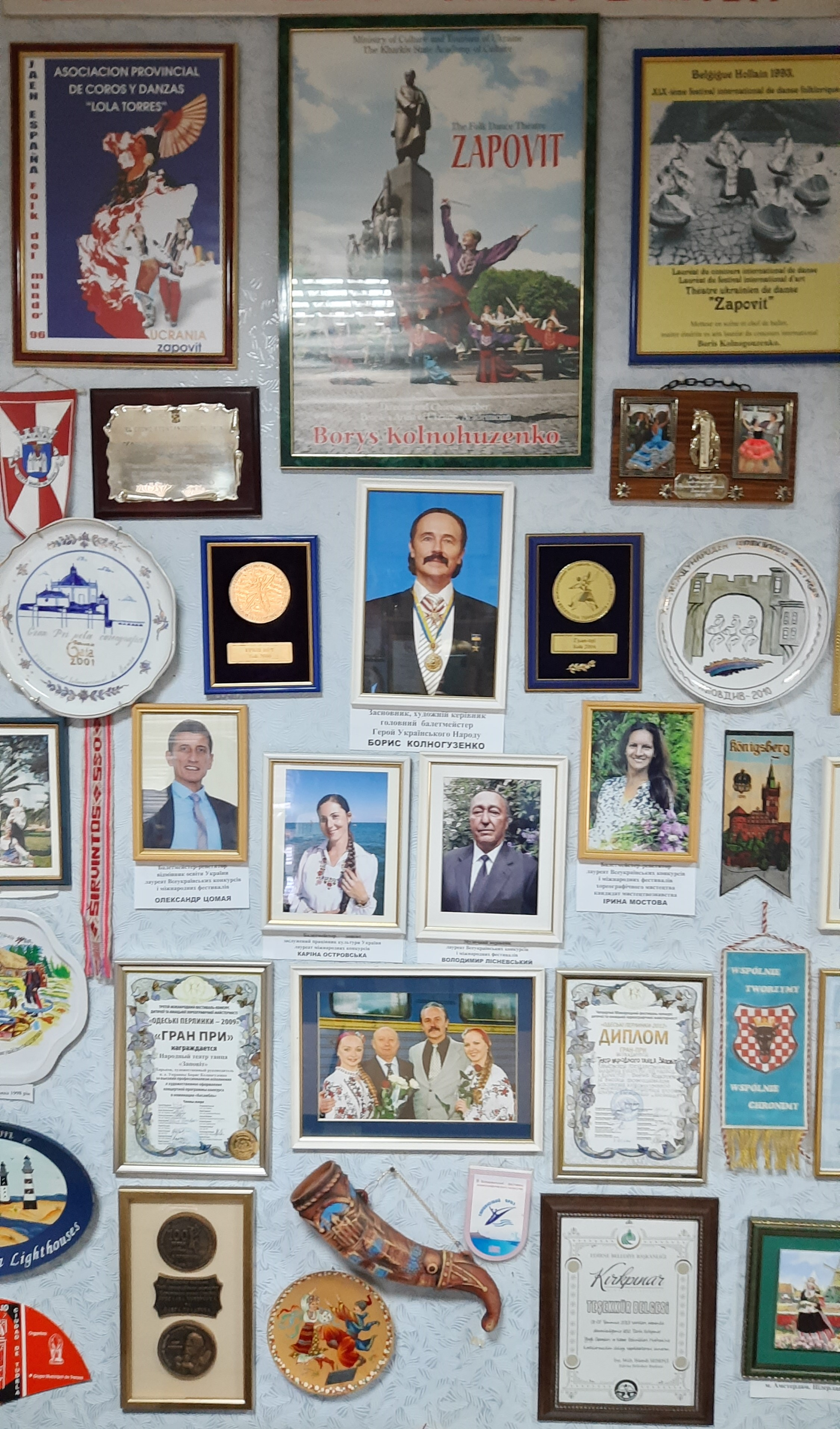
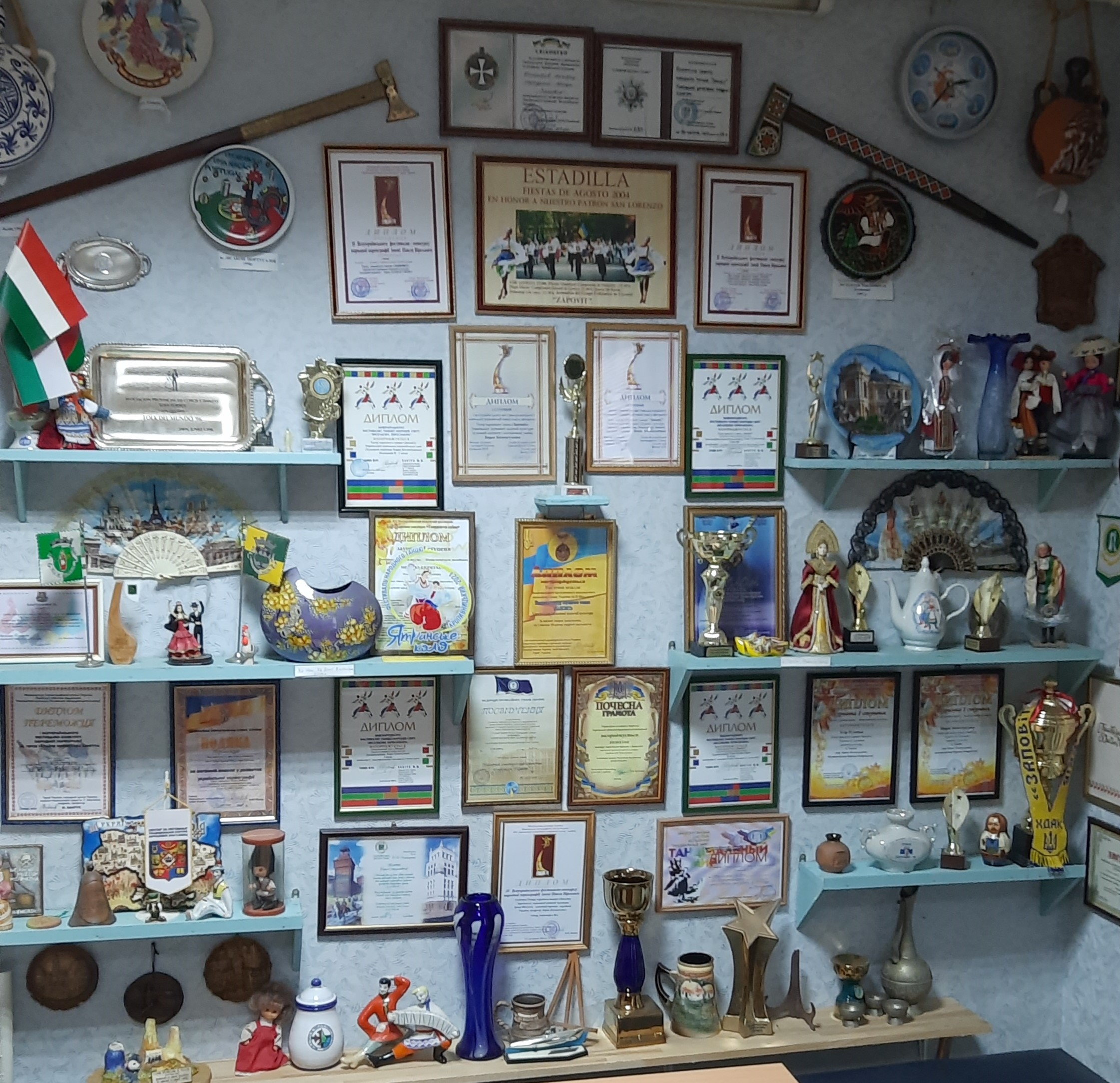
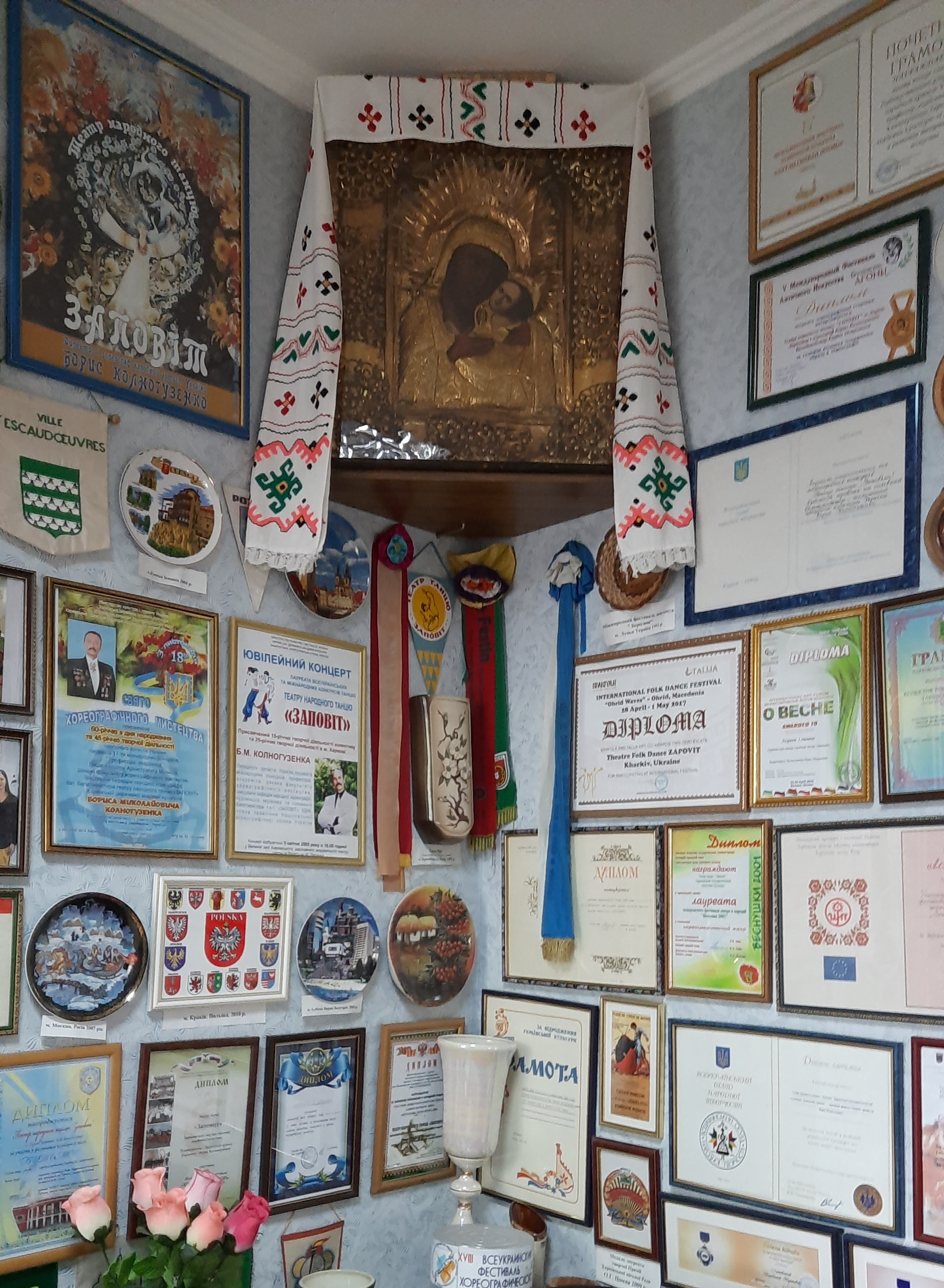
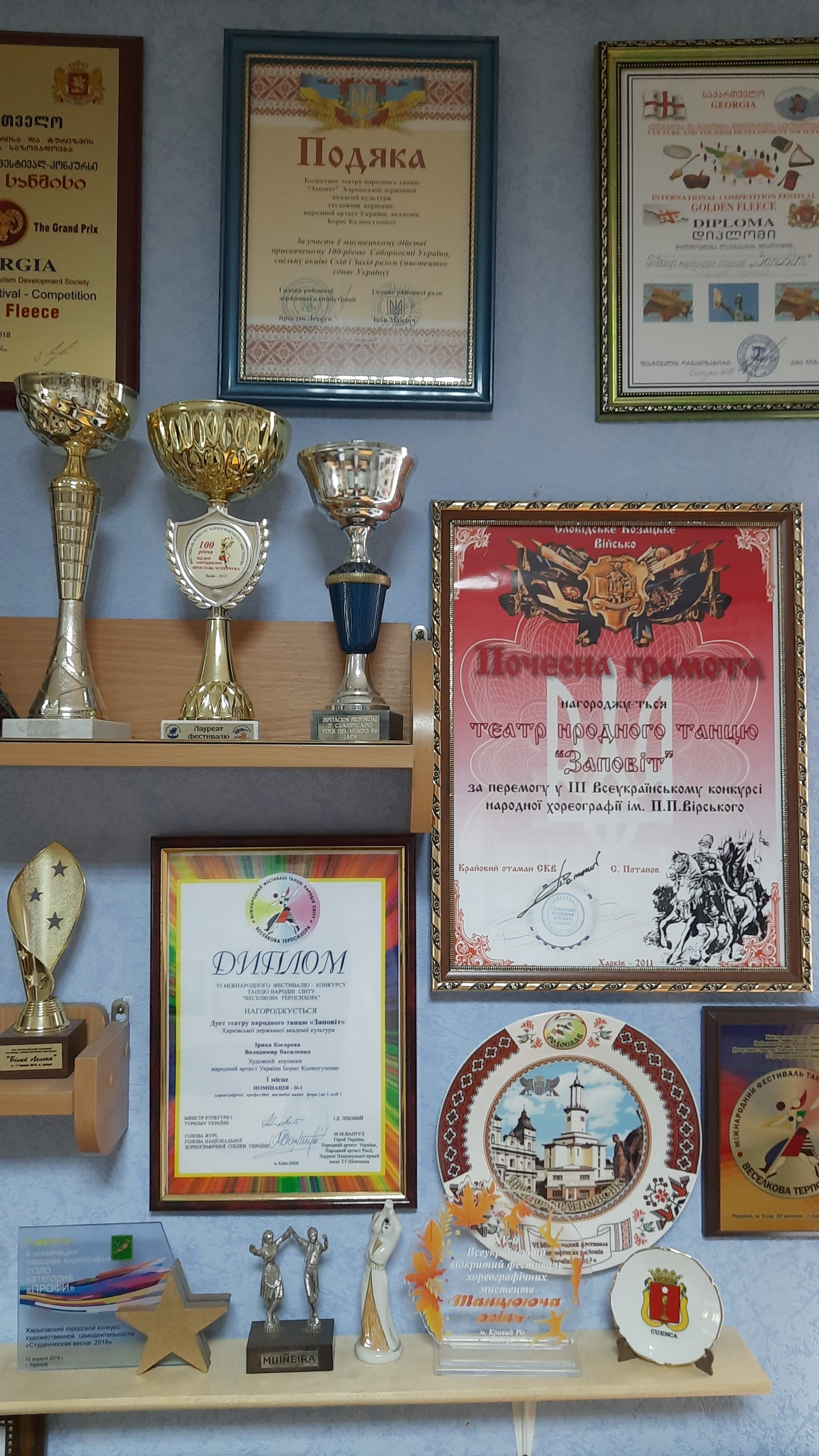
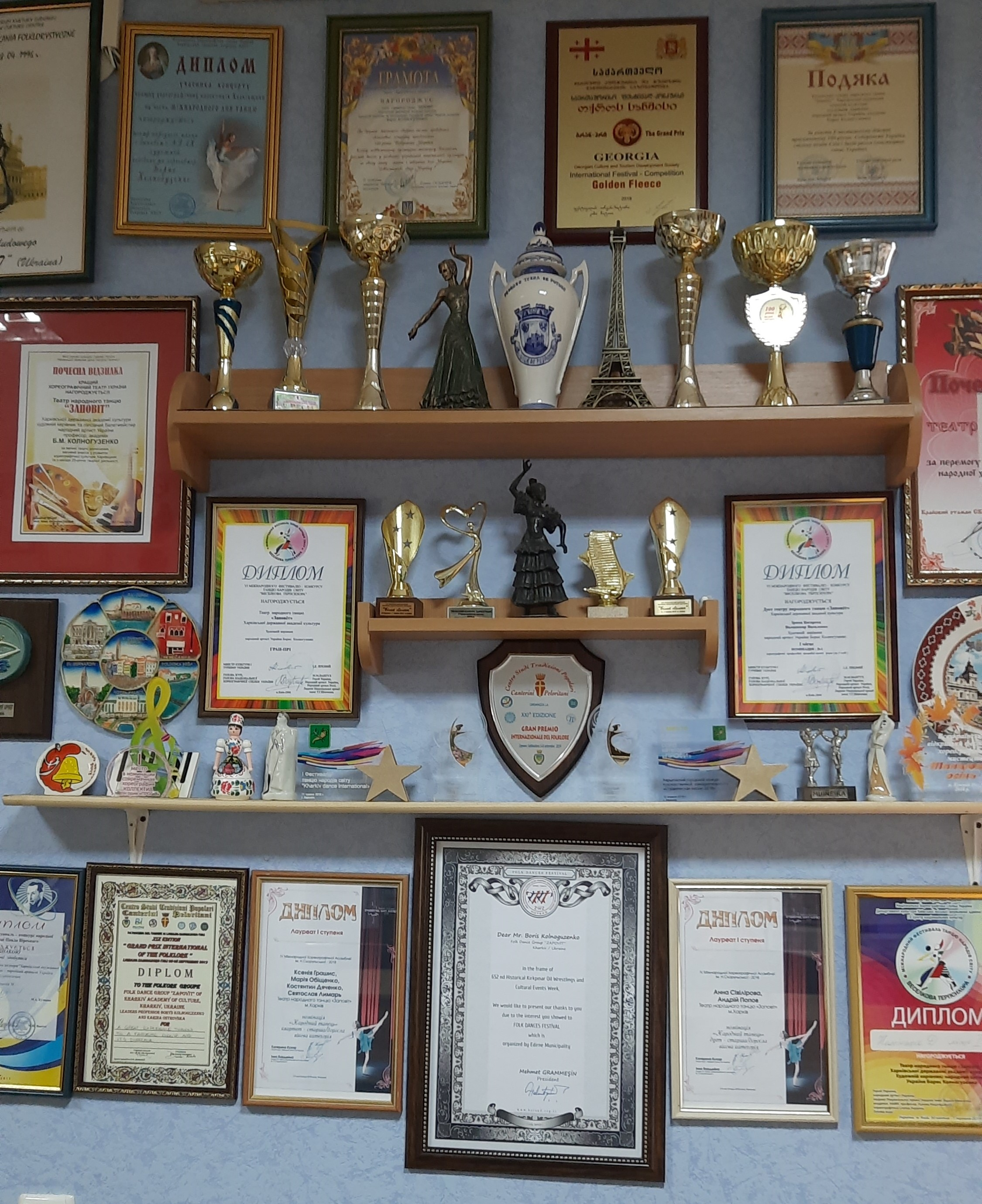